# Tajine tunisien
Ne doit pas être confondu avec le tajine.
Le tajine tunisien, à ne pas confondre avec le tajine, est une terrine ou sorte de quiche sans pâte brisée ou de grosse omelette.

## Étymologie
Son nom vient de l'arabe ṭāǧīn, lui-même emprunté au grec ancien τηγανον (têganon), qui désigne un plat en terre, une poêle ou une terrine.

## Préparation
Le plat est préparé à base d'œufs, de viande (le plus souvent du poulet ou de la viande de veau hachée) ou de poisson (le plus souvent du thon), de pommes de terre, de fromage râpé, de persil et d'épices.
Le tout est cuit au four durant une trentaine de minutes. Le plat peut se présenter sous forme de tourte en feuilles de brik : la farce est coulée sur un tapis de feuilles de brik placé dans un moule à tarte préalablement beurré et recouverte d'autres feuilles de brik légèrement beurrées.
Voici quelques images pour illustrer la préparation du tajine :

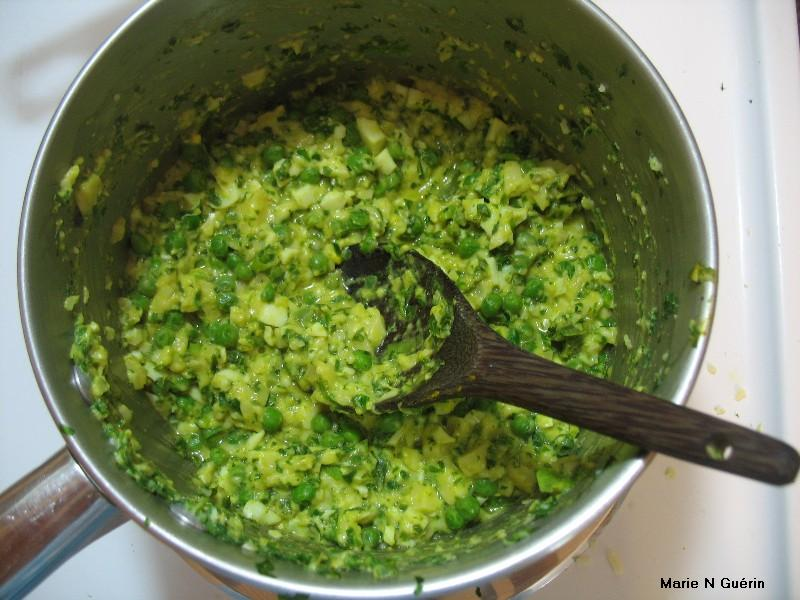
Viande ou poisson (facultatifs), légumes mélangés et fromage fondu.
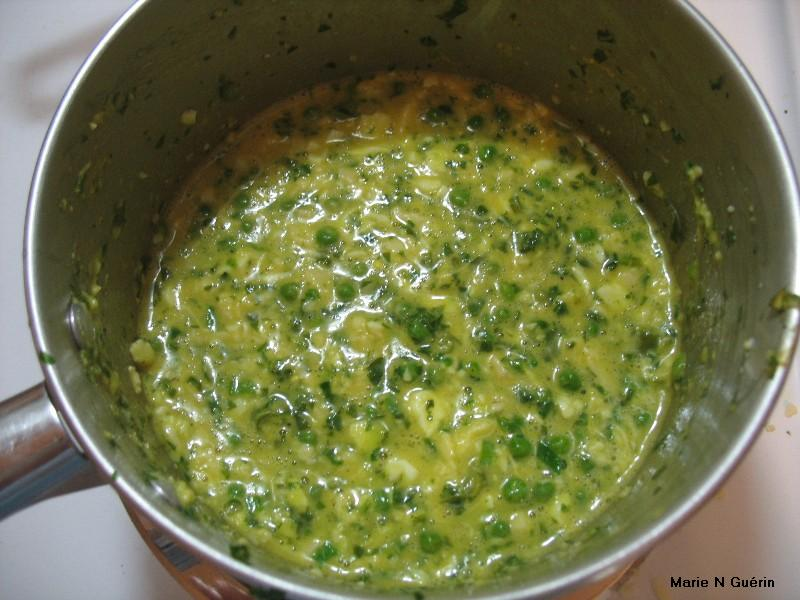
Œufs brassés puis incorporés au mélange.
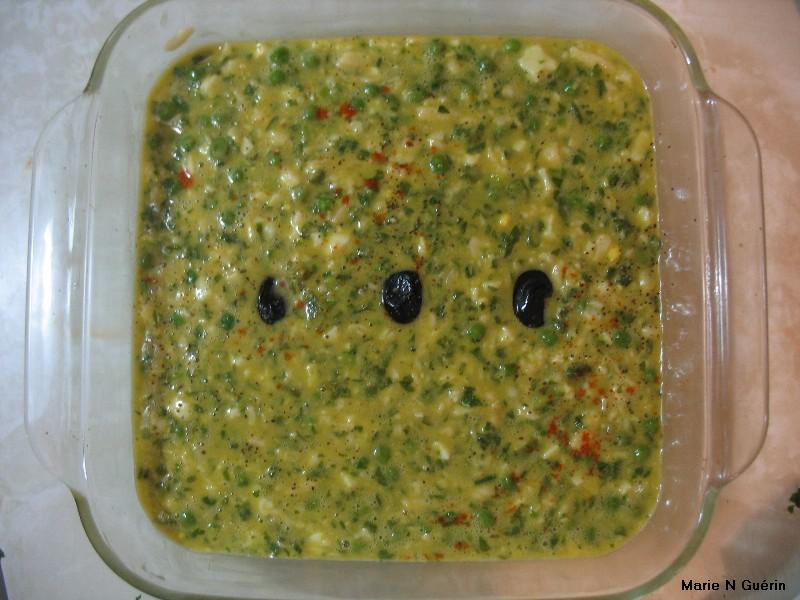
Tajine prêt pour le four.